# Nyctemera liliputana
Nyctemera liliputana là một loài bướm đêm thuộc phân họ Arctiinae, họ Erebidae.